# Madeleine Richou
Pour les articles homonymes, voir Richou.
Madeleine Richou-Bihet, dite Mad, née le 26 juin 1901 à Saint-Lys, et morte le 11 août 1987 à Montpellier était une professeure de français, agent de renseignement anti-nazie et résistante française.

## Biographie
En 1933, elle entreprend un voyage pour se remettre de dures épreuves, dont un divorce, situation difficilement acceptée par la société à l’époque. Elle s’installe à Vienne et y donne des cours de français. Durant une fête, elle rencontre Erwin Lahousen.
Avec l'anchluss, Erwin Lahousen obtient un poste important au sein de l’Abwehr, ce qui lui permet de transmettre des informations précieuses à Madeleine, qui les transmettra sous messages codés au général français Navarre.
Madeleine Richou travaille pour le deuxième bureau français, sous le pseudonyme de Mad, sous les ordres directs des futurs généraux Rivet et Navarre. Elle est un de leurs principaux agents de 1937 à 1945. Elle a fourni des informations cruciales sur de nombreux projets d’Hitler grâce à ses liens avec un officier supérieur de l’Abwehr, Erwin Lahousen, qu'elle rencontre à Vienne avant l'Anschluss. Il la prévient notamment sur des conquêtes à venir ou des attentats possibles, comme ceux projetés par Hitler contre les généraux Weygand (en 1941) et Giraud (en 1942).
À la fin de la guerre, Madeleine Richou rejoint les services spéciaux du Bureau central de renseignements et d'action (BCRA), qui deviendra plus tard le Service de documentation extérieure et de contre-espionnage .

## Décorations
- Chevalière de la Légion d'honneur[4].
- Médaille de la Résistance française
- Croix de guerre 1939–1945

## Vidéographie
- Mad, une héroïne de l'ombre, film de Marie Gatard et Laurent Bergers, Label Image, 2017.